# 炭酸ガスレーザー

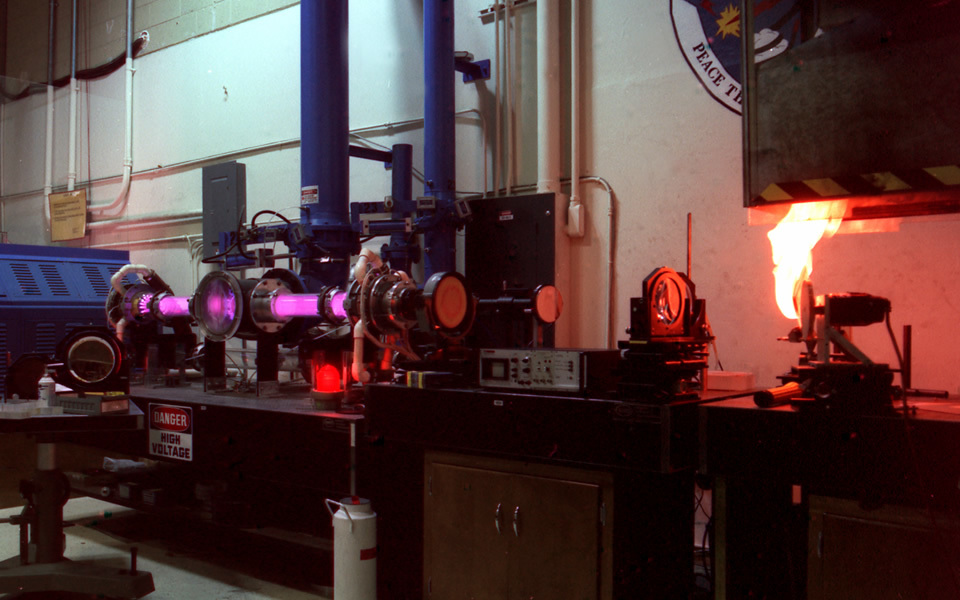
数十キロワットという高出力の炭酸ガスレーザーで赤外光を照射すると、試験目標は蒸発し燃え尽きる。

炭酸ガスレーザー（たんさんガスレーザー、carbon dioxide laser、CO2レーザー）はガスレーザーの一種であり、気体の二酸化炭素（炭酸ガス）を媒質に赤外線領域の連続波や高出力のパルス波を得るレーザーである。供給エネルギーに対して10-15%程度、最高で20%ほどの出力が得られる。9.6μmと10.6μmを中心とする2つの波長帯で発光する。工業レベルで実使用される製品は、10.6μm である。

## 歴史
- 1916年 ベルリン大学在任中のアルベルト・アインシュタイン博士が「量子論に基づく誘導放出と吸収」「誘導放出の量子論」において、その後のレーザーの基本となる誘導放出に関する概念を発表した[6]。
- 1964年 ベル研究所のインド人物理学者チャンドラ·クマール·パテル (C. Kumar N. Patel) が炭酸ガスレーザーの発振に成功した[7]。更に、窒素とヘリウムの添加により高出力化と安定化が図られた[8]。
- 1968年 医療目的用の高出力レーザーが開発される[9][10]。

## 動作原理
炭酸ガスレーザーにおける反転分布は、次のような過程を経てなされる。
1. 電子が衝突することで窒素分子の振動が激しくなる。窒素は等核分子なので、光子を放出してもエネルギーを失わず、その高い振動準位は準安定で長時間持続する。
2. 窒素分子と二酸化炭素分子が衝突し共鳴励起することでエネルギー交換が行われると、二酸化炭素分子も振動準位が高くなる。基底状態の分子よりも多くの二酸化炭素分子が上準位に遷移することでその領域が反転分布状態に達すると、わずかな光子の通過や衝突によって誘導放出が連続的に発生しレーザー発光となる。二酸化炭素分子に電子が直接衝突することでもエネルギーを受け取り、反転分布に到達する。
3. 大きな振動エネルギーを持った（熱い）状態の窒素分子や二酸化炭素分子は、冷たいヘリウム原子などとの衝突によって基底状態へと遷移し冷やされる。

一般にガスレーザーはエネルギー効率が悪いが、炭酸ガスレーザーは例外的にエネルギー効率が良好である。これは他の分子では基底状態から反転分布状態までの準位差が広いわりに発光に使われるエネルギーはそのごく一部に過ぎないためであるが、窒素分子と二酸化炭素分子の組合せでは、励起状態の窒素分子の振動エネルギーがちょうど二酸化炭素分子を反転分布状態に到らせるのに必要なエネルギーに合っており、（エネルギー交換や反転分布する前に冷やされる分子などがあることや、二酸化炭素分子も基底状態から反転分布までに得たエネルギーの半分程度しか赤外線放射に利用できないにしても）無駄が少ないためである。二酸化炭素分子は上の準位へ遷移後の準安定状態での持続時間が比較的長いことも、良好な効率に寄与している。

## 構成

炭酸ガスレーザーの模式図

### 光共振器
炭酸ガスレーザーの基本形式は、低圧の混合ガスを含んだパイレックスガラス製の放電管（光共振器）の一方の端に反射率99.5%以上の全反射鏡を置き、別の端には反射率35-60%程度の半反射鏡（部分反射鏡、出力鏡）を置き、光を遮らない放電管内の側面や両端に放電用の電極を備えるというものである。鏡の大きさに対応した円形などの広がりを持ち平行でコヒーレントな光出力が半反射鏡側から得られるので、その後、利用に適するようにレンズや凹面鏡で集光されたりビーム直径が絞られたりする。大出力の光を導くのに光ファイバが用いられることはあまりなく、波長に対応した高反射鏡が用いられる。。光加熱の問題を低減するため、レーザー出力をより高出力のシステムに多段結合することもある。鏡は放電管の両端に一体として作られる他に、放電管の外に置かれるものがある。
用いられる鏡は銀が蒸着される。窓とレンズはゲルマニウムかセレン化亜鉛を使う。高出力が必要な場合は、金の鏡とセレン化亜鉛の窓とレンズが適当である。ダイヤモンドの窓とレンズを使う場合もある。ダイヤモンド製の窓は極めて高価だが、熱伝導率が高く硬いため、産業用の高出力レーザーには適している。

### ガス
レーザーを増幅する媒質として二酸化炭素ガスを用い、その他のガスと混合して放電管と呼ばれる光共振器内に導入し、外部より電圧を加えてガス内で放電させる。出力が大きくなると水冷式になり、さらに高出力の場合は混合ガスを放電管外へ循環させる外部冷却方式が採られる。混合ガスの成分は発振器メーカーによって異なっている。
- 二酸化炭素 (CO2) - 約10-20%
- 窒素 (N2) - 約10-20%
- 水素 (H2) またはキセノン (Xe) - どちらも数パーセント。シールド管でのみ使用。
- ヘリウム (He) - 残りの全成分

### 放電・冷却
レーザー加工機で用いられる大出力炭酸ガスレーザーでは、光共振器内で工業周波数帯と呼ばれる100kHz、2MHz、13.56MHzといった高周波電流により放電することで媒質に励起エネルギーを与える。これらでは、入熱などを考慮する必要から高周波の放電電流を断続させることでパルス波とし、繰り返し周波数は一定のままパルス波の長さを変化させデューティ比を変えることで出力を調整する。Qスイッチレーザーでは、音響光学的、電気光学的、または回転鏡式などによってQ値を調整することで短パルスながらピークパワーを高めている。
レーザー発振を連続すると、混合ガスが劣化するので休ませる必要があり、またヘリウム原子が熱を帯びるので冷やす必要もある。小出力用途で用いられる「封入型」では、ガラス容器の側壁から空冷（「低速軸流型」）や水冷で冷却される。大出力になると混合ガスは放電管内に封入されず、光出力と同軸方向（「高速軸流型」）や側面方向（「三軸直交型」）に高速の流れによって外部の冷却機構との間で還流される。。ガス圧が高いほど大出力にできるため、光共振器の両側面から電極をサンドイッチ状に配置して電圧勾配を高めることで大気圧でも放電を可能にしたTEA(Transversely Excited Atmospheric) 方式もある。

## 出力
出力は、連続波出力がミリワット (mW) 単位のものから百キロワット (kW) 単位まで構築可能であり、回転式ミラーや電気光学スイッチを使ったQスイッチでは、その場合のピーク出力はギガワット単位になる。二酸化炭素分子の特性から10.6μm と9.6μmの2つの波長を中心に9.2-10.8μm程度の幅をもって出力される。実際このレーザーの遷移は直線状三原子分子の振動回転バンド上にあるため、光共振器を調整することでPバンドとRバンドの回転構造を選択できる。赤外での透過性素材はむしろ損失性があるので、周波数のチューニングはほとんどの場合回折格子を使う。回折格子を回転させると、振動遷移の特定の回転吸収線を選択できる。周波数の精密な選択にはエタロンを使うこともある。これと同位体置換を使うと、波数880 cm−1から1090 cm−1の範囲に連続的に分布する櫛歯形となる。このような炭酸ガスレーザーは主に研究用途で使われる。

## 利用

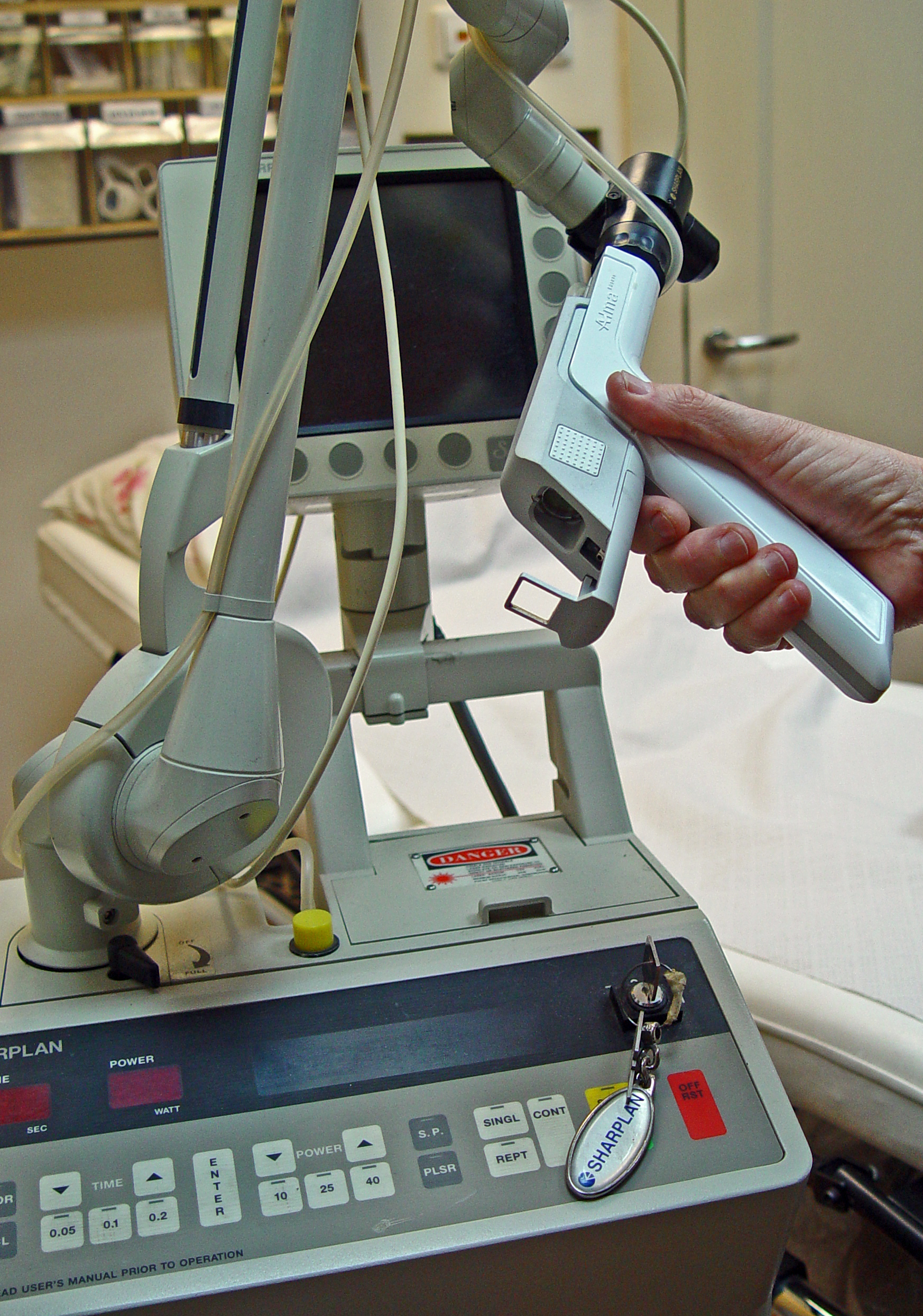
医療用炭酸ガスレーザー

炭酸ガスレーザーは高出力が可能であるため、産業分野では加工用として切断や穿孔を行うレーザー加工機、レーザー溶接が使われている。中出力では彫刻などに利用されている。出力波長が水に吸収されやすいことから生体組織を扱う外科手術でもレーザーメスなどで用いられ、歯科治療、形成外科領域や皮膚疾患（真珠様陰茎小丘疹の除去術、尋常性母斑などの皮膚上の突起物の除去に）利用されている。イスラエルでは、手術の際の縫合の代わりに炭酸ガスレーザーで細胞を焼いてくっつけるという実験を行っている。また、ラピッドプロトタイピングの光源としても利用されている。
アクリル樹脂 (PMMA) は2.8μmから25μmの波長帯の赤外線を吸収するため、アクリル樹脂からマイクロ流体デバイスを製造するのに炭酸ガスレーザーが使われるようになってきた。

赤外光は大気での吸収・減衰が比較的少ないため、LIDAR技術を使った軍事用の光波測距儀としてレーザーレンジファインダーに使われる。

## 危険性
眼の角膜表面に火傷を負うことがあり、高出力光は皮膚に直接受けると火傷の危険性がある。

## 参考書籍
- 新井武二著、『レーザ加工 基礎のきそ』、日刊工業新聞社、2007年6月27日初版第1刷発行、ISBN 9784526058905